# Babong (peuple)
Pour la localité camerounaise homonyme, voir Babong.
Les Babong sont une population vivant au sud du Cameroun, dans la région du Littoral, dans le département du Moungo précisément au nord de l’arrondissement de Loum, au sud du canton bakaka. Ils font partie des peuples Sawa.

## Langue
Leur langue est le babong (ou ihobe mbog, ihobe mboong), un dialecte du bakaka.